# Cadillac Man
Cadillac Man är en amerikansk långfilm från 1990 i regi av Roger Donaldson, med Robin Williams, Tim Robbins, Pamela Reed och Fran Drescher i rollerna.

## Handling
Joey O'Brien (Robin Williams) är en bilförsäljare i Queens. Hans livssituation blir allt mer pressad; han måste betala underhåll till sin ex-fru, hans dotter har försvunnit, en gift älskarinna (Fran Drescher) och en annan älskarinna (Lori Petty) - båda förälskade i honom. Han måste nu även sälja minst 12 bilar på två dar eller förlora jobbet. På toppen av detta har han ett lån han måste återbetala till maffian.
Plötsligt tar den beväpnade Larry (Tim Robbins) hela bilfirman som gisslan. Han tror att hans fru (Annabella Sciorra) är otrogoen mot honom och nu vill han ha svar. Polisen omringar bilfirman, men Joey lyckas övertyga Larry att inte skada någon ur gisslan. I slutänden löser gisslantagandet alla problem O'Brien har: älskarinnorna inser att båda har ihop det med honom och dumpar honom, hans dotter återvänder, hans jobb har räddats, och maffian förlåter skulden då en av maffiabossens söner var bland de som togs gisslan.

## Rollista
| Robin Williams    | – Joey O'Brien           |
| Tim Robbins       | – Larry                  |
| Pamela Reed       | – Tina                   |
| Fran Drescher     | – Joy Munchack           |
| Zack Norman       | – Harry Munchack         |
| Lori Petty        | – Lila                   |
| Annabella Sciorra | – Donna                  |
| Paul Guilfoyle    | – Little Jack Turgeon    |
| Bill Nelson       | – Big Jack Turgeon       |
| Eddie Jones       | – Benny                  |
| Mimi Cecchini     | – Ma                     |
| Tristine Skyler   | – Lisa                   |
| Judith Hoag       | – Molly                  |
| Lauren Tom        | – Helen the Dim Sum Girl |
| Anthony Powers    | – Captain Mason          |